# 紀州製紙
紀州製紙株式会社（きしゅうせいし、英: Kishu Paper Co., Ltd.）は、かつて存在した印刷用紙（色上質紙など）や包装用紙（純白ロール紙など）、情報用紙を中心に製造する日本の製紙会社である。北越製紙（現・北越コーポレーション）に完全子会社化されたのち、2011年に吸収合併された。

## 主要事業所
- 本社 - 東京都中央区日本橋本石町三丁目2番2号
- 大阪本社（本店） - 大阪府吹田市南吹田四丁目22番1号
- 紀州工場 - 三重県南牟婁郡紀宝町鵜殿182番地
- 大阪工場 - 大阪府吹田市南吹田四丁目20番1号

## 沿革
- 1950年（昭和25年）10月5日 - 紀州製紙パルプ株式会社を設立。
- 1951年（昭和26年）8月 - 紀州工場操業開始。
- 1955年（昭和30年）9月 - 大阪工場操業開始。
- 1960年（昭和35年）5月 - 紀州製紙株式会社に社名変更。
- 1961年（昭和36年）2月 - 紀州造林株式会社を設立。
- 1961年（昭和36年）3月 - ビジネスフォーム株式会社（現・株式会社ビーエフ）を設立。
- 1961年（昭和36年）10月 - 大証2部に株式上場。
- 1962年（昭和37年）12月 - 紀州不動産株式会社（現・紀州興発株式会社）を設立。
- 1968年（昭和43年）8月 - 大証1部に指定替え。
- 1998年（平成10年）2月 - 東証1部に株式上場。
- 2002年（平成14年）12月 - 本社を東京に移転。
- 2009年（平成21年）10月 - 北越製紙（同日北越紀州製紙に社名変更、現・北越コーポレーション）との株式交換によって完全子会社化され、上場廃止。
- 2010年（平成22年）10月1日 - 製造加工請負の完全子会社・紀州紙業株式会社を吸収合併。
- 2011年（平成23年）4月1日 - 親会社の北越紀州製紙株式会社（現・北越コーポレーション株式会社）に吸収合併され、解散。

## 関係会社
- 紀州造林株式会社
- 紀州興発株式会社
- 株式会社ビーエフ
- 紀州紙業株式会社
- 紀南産業株式会社
- 紀州紙精選株式会社
- 吹紀産業株式会社
- 内外紙工株式会社